# Talismanul viselor (film)
Talismanul viselor (titlu original: Dreamcatcher) este un film american SF de groază din 2003 regizat de Lawrence Kasdan. Rolurile principale au fost interpretate de actorii Morgan Freeman, Thomas Jane. Este bazat pe un roman omonim de Stephen King.

## Distribuție
- Thomas Jane - Henry Devlin
  - Mikey Holekamp - young Henry
- Damian Lewis - Gary "Jonesy" Jones / Mr. Gray
  - Giacomo Baessato - young Jonesy
- Timothy Olyphant - Pete Moore
  - Joel Palmer - young Pete
- Jason Lee - Joe "Beaver" Clarendon
  - Reece Thompson - young Beaver
- Donnie Wahlberg - Douglas "Duddits" Cavell
  - Andrew Robb / Tyler Myer - young Duddits
- Morgan Freeman - Colonel Abraham Curtis
- Tom Sizemore - Owen Underhill
- Eric Keenleyside - Rick McCarthy
- Rosemary Dunsmore - Roberta Cavell
- Michael O'Neill - General Matheson
- Darrin Klimek - Maples
- Campbell Lane - Old Man Gosselin
- C. Ernst Harth - Barry Neiman
- Ingrid Kavelaars - Trish

## Producție
Cheltuielile de producție s-au ridicat la 68 milioane $.

## Primire
A avut încasări de 75.7 milioane $.